# ZBED6CL
ZBED6CL (англ. ZBED6 C-terminal like) – білок, який кодується однойменним геном, розташованим у людей на 7-й хромосомі. Довжина поліпептидного ланцюга білка становить 236 амінокислот, а молекулярна маса — 26 352.
| 10         |  | 20         |  | 30         |  | 40         |  | 50         |
| ---------- |  | ---------- |  | ---------- |  | ---------- |  | ---------- |
| MVVREASAAQ |  | ASLSQVLPQL |  | RYLHIFLEQV |  | HTHFQEQSVG |  | ERGAAIQLAE |
| GLARQLCTDC |  | QLNKLFYREE |  | FVLATLLDPC |  | FKGKIEAILP |  | WGPTDIDHWK |
| QVLVYKVKEI |  | RVSEYSLNSP |  | SPLQSPRGLC |  | VDPTRVAKSS |  | GVEGRSQGEP |
| LQSSSHSGAF |  | LLAQREKGLL |  | ESMGLLASER |  | SGGSLSTKSH |  | WASIIVKKYL |
| WENETVGAQD |  | DPLAYWEKKR |  | EAWPPSICLT |  | PHRSLL     |  |            |

A: Аланін

C: Цистеїн

D: Аспарагінова кислота

E: Глутамінова кислота

F: Фенілаланін

G: Гліцин

H: Гістидин

I: Ізолейцин

K: Лізин

L: Лейцин

M: Метіонін

N: Аспарагін

P: Пролін

Q: Глутамін

R: Аргінін

S: Серин

T: Треонін

V: Валін

W: Триптофан